# Eliomys
Az Eliomys az emlősök (Mammalia) osztályának a rágcsálók (Rodentia) rendjébe, ezen belül a pelefélék (Gliridae) családjába tartozó nem.

## Rendszerezés
A nembe az alábbi 3 faj tartozik:
- feketefarkú pele (Eliomys melanurus) Wagner, 1840 - típusfaj
- Maghreb kerti pele (Eliomys munbyanus) Pomel, 1856
- kerti pele (Eliomys quercinus) Linnaeus, 1766